# Night Stalker
Night Stalker è una serie televisiva andata in onda tra il 2005 e il 2022 sul canale statunitense ABC.
Si tratta un remake della serie del 1974 Kolchak: The Night Stalker. La ABC è proprietaria dei diritti dei due film tv originari che hanno preceduto la serie, ma non di quelli di Kolchak: The Night Stalker, di proprietà della Universal TV; perciò in questo rifacimento è stata costretta ad utilizzare solamente i personaggi che appaiono nei film tv andati in onda nel 1972 e nel 1973.
Negli USA il primo episodio è andato in onda il 29 settembre 2005, ma è stato cancellato dopo sei episodi a causa dei bassi ascolti raggiunti. Gli ultimi quattro episodi prodotti sono stati resi successivamente disponibili per il download su iTunes.
In Italia la serie è stata trasmessa in prima visione sul canale satellitare Fox dal 28 febbraio 2006 ed è stata trasmessa dal 16 agosto 2012 al 14 settembre 2012 in prima visione free su Giallo con il titolo Night Stalker - Indagini pericolose.

## Trama
Carl Kolchak è un giornalista investigativo al quale è stata assassinata la moglie che indaga su degli strani casi di omicidio credendo che siano in qualche modo collegati all'omicidio della moglie. Nelle indagini viene aiutato dalla collega Perri Reed, dal fotografo Jain McManus e dal direttore Anthony Vincenzo.

## Personaggi e Interpreti

### Personaggi principali
- Carl Kolchak, interpretato da Stuart Townsend, doppiato da Massimiliano Manfredi.
È un giornalista del L.A. Beacon, alla continua ricerca dell'assassino della propria moglie e di avvenimenti soprannaturali che accadono a Los Angeles.
- Perri Reed, interpretata da Gabrielle Union, doppiata da Laura Romano.
È il capo della Cronaca del L.A. Beacon, ma viene trattata da Kolchak come una principiante. Aiuta Kolchak nei suoi casi sul paranormale, sebbene per lei siano dei normali casi.
- Jain McManus, interpretato da Eric Jungmann, doppiato da Alessandro Tiberi.
È un amico di Kolchak. È un fotografo del L.A. Beacon.
- Anthony Vincenzo, interpretato da Cotter Smith, doppiato da Fabrizio Temperini.
È il direttore del L.A. Beacon. È amico di Kolchak con il quale aveva lavorato insieme a Las Vegas.

### Personaggi Secondari
- Bernie Fain, interpretato da John Pyper-Ferguson, doppiato da Gaetano Varcasia.
È un agente dell'FBI, amico di Kolchak ai tempi di Las Vegas, ma ora suo nemico in quanto crede che sia Kolchak l'assassino della moglie e che abbia inventato quella storia bizzarra per coprire il suo coinvolgimento. Questo personaggio è liberamente basato sull'agente Bernie Jenks, un contatto di Kolchak ai tempi di Las Vegas e presente nel film TV del 1972 Una storia allucinante.
- "Edhead", interpretata da Loreni Delgado, doppiata da Antonella Baldini.
È la specialista di informatica del L.A. Beacon, nonché amico di Jain.
- Alex Nyby, interpretato da Eugene Byrd, doppiato da Fabrizio De Flaviis.
È un assistente del Coroner di Los Angeles. È un contatto di Kolchak che sbava dietro Perri.

## Episodi
| Stagione       | Episodi | Prima TV originale | Prima TV Italia |
| -------------- | ------- | ------------------ | --------------- |
| Prima stagione | 10      | 2005-2006          | 2006            |